# Tetraedro
Na geometria, um tetraedro, também conhecido como uma pirâmide triangular, é um poliedro composto por quatro faces triangulares, três delas encontrando-se  em cada vértice. O tetraedro regular é um sólido platónico, figura geométrica espacial formada por quatro triângulos equiláteros (triângulos que possuem lados com medidas iguais); possui 4 vértices , 4 faces e 6 arestas.
O tetraedro é a manifestação tridimensional do conceito simples de Euclides e, portanto, também pode ser chamado de 3-simples. Pode ser definido, também, como um tipo de pirâmide com uma base de polígono plana e faces triangulares que conectam a base a uma ponto comum. No caso de um tetraedro, a base é um triângulo (qualquer uma das quatro faces pode ser considerada base), então um tetraedro também é conhecido como uma "pirâmide triangular".
Como todos os poliedros convexos, um tetraedro pode ser dobrado a partir de uma única folha de papel.
Para qualquer tetraedro existe uma esfera circunscrita em que se encontram os quatro vértices e outra esfera inscrita tangente às faces do tetraedro.

## Fórmulas para o tetraedro regular
Em um tetraedro regular cujas arestas medem {\displaystyle a:}
| Área da base                                                                                        | {\displaystyle A_{0}={{\sqrt {3}} \over 4}a^{2}}                                                           |
| Área da superfície                                                                                  | {\displaystyle A=4\,A_{0}={\sqrt {3}}a^{2}}                                                                |
| Altura                                                                                              | {\displaystyle H={{\sqrt {6}} \over 3}a}                                                                   |
| Distância do centroide a um vértice                                                                 | {\displaystyle {\frac {3}{4}}\,H={\frac {\sqrt {6}}{4}}\,a={\sqrt {\frac {3}{8}}}\,a\,}                    |
| Volume                                                                                              | {\displaystyle V={1 \over 3}A_{0}H={{\sqrt {2}} \over 12}a^{3}}                                            |
| Ângulo entre uma aresta e uma face                                                                  | {\displaystyle \arccos \left({1 \over {\sqrt {3}}}\right)=\arctan({\sqrt {2}})} (aproximadamente 54.7356°) |
| Ângulo entre duas faces                                                                             | {\displaystyle \arccos \left({1 \over 3}\right)=\arctan(2{\sqrt {2}})} (aproximadamente 70.5288°)          |
| Ângulo entre os segmentos que unem o centro e os vértices, também conhecido como ângulo tetraédrico | {\displaystyle \arccos \left({-1 \over 3}\right)=2\arctan({\sqrt {2}})} (aproximadamente 109.4691°)        |
| Ângulo sólido em um vértice subentendido por uma face                                               | {\displaystyle \arccos \left({23 \over 27}\right)} (aproximadamente 0.55129 esferorradianos)               |
| Raio da esfera circunscrita                                                                         | {\displaystyle R={\sqrt {3 \over 8}}\,a}                                                                   |
| Raio da esfera inscrita que é tangente às faces                                                     | {\displaystyle r={1 \over 3}R={a \over {\sqrt {24}}}}                                                      |
| Raio da esfera tangente a todas as arestas                                                          | {\displaystyle r_{M}={\sqrt {rR}}={a \over {\sqrt {8}}}}                                                   |
| Raio das exoesferas                                                                                 | {\displaystyle r_{E}={a \over {\sqrt {6}}}}                                                                |
| Distância de um vértice ao centro da exosfera                                                       | {\displaystyle {\sqrt {3 \over 8}}\,a}                                                                     |

## Propriedades
A razão entre o raio da esfera circunscrita no tetraedro e a esfera inscrita é de 3:1.
É o sólido regular que possui a minima superfície para o mesmo volume.

## Tetraedro na natureza
Numerosos minerais e compostos químicos têm uma estrutura tetraédrica.
- Metano
- Amina
- Dióxido de silício
- Piroxena
- Cloreto de zinco
- Tetracloreto de carbono
- Níquel tetracarbonilo
- Perclorato
- Cloreto de cromilo
- Estereocentro

Estrutura da molécula de metano

Um pseudocientista inglês,[carece de fontes?] William Lowthian Green, propôs, em 1875, que a Terra, quando estava esfriando, tendeu a assumir a forma de um tetraedro, com quatro vértices projetando-se para fora, dando origem aos continentes, e quatro faces projetando-se para dentro, dando origem aos oceanos. Théophile Moreux citou esta hipótese no seu livro Astronomy To-day, mencionando como os quatro vértices seriam as massa da Escandinávia, Sibéria, Canadá e Antártida, opondo-se aos oceanos, Atlântico Sul, Índico, Pacífico e Ártico.

## Mitologia
De acordo com Kepler, o tetraedro é o segundo, contando de fora para dentro, dos cinco sólidos que os platonistas diziam ser as figuras do mundo; a ordem seria do cubo (o mais externo), seguido do tetraedro, dodecaedro, icosaedro e octaedro. Enquanto o cubo e o dodecaedro são masculinos, e o octaedro e icosaedro femininos, o tetraedro é hermafrodita, porque ele é inscrito nele mesmo.

## Jogos
O Jogo Real de Ur, datado de 2600 a.C, foi jogado com um conjunto de dados tetraédricos.

## Exemplos

Tetraedro (Matemateca IME-USP)
Tetraedro rotacionando
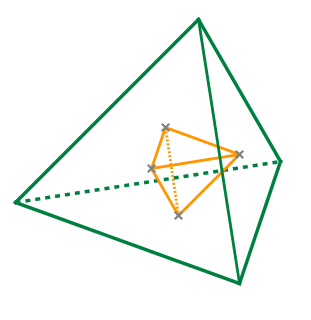
Poliedro dual de um tetraedro